# Calliostoma takaseanum
Calliostoma takaseanum is een slakkensoort uit de familie van de Calliostomatidae. De wetenschappelijke naam van de soort is voor het eerst geldig gepubliceerd in 1972 door Okutani.